# Verein für Leibesübungen Bochum 1848 2000-2001
Questa voce raccoglie le informazioni riguardanti il Verein für Leibesübungen Bochum 1848 nelle competizioni ufficiali della stagione 2000-2001.

## Stagione
Nella stagione 2000-2001 il Bochum, allenato da Ralf Zumdick e Rolf Schafstall, concluse il campionato di Bundesliga al 18º posto e fu retrocesso in 2. Bundesliga. In Coppa di Germania il Bochum fu eliminato ai quarti di finale dall'Union Berlino.

## Rosa
| N. |                        | Ruolo | Calciatore              |
| -- | ---------------------- | ----- | ----------------------- |
| 1  | Paesi Bassi (bandiera) | P     | Rein van Duijnhoven     |
| 2  | Croazia (bandiera)     | D     | Samir Toplak            |
| 3  | Germania (bandiera)    | D     | Martin Meichelbeck      |
| 4  | Germania (bandiera)    | D     | Axel Sundermann         |
| 5  | Croazia (bandiera)     | D     | Damir Milinović         |
| 6  | Germania (bandiera)    | C     | Matthias Lust           |
| 7  | Germania (bandiera)    | C     | Peter Peschel           |
| 8  | Germania (bandiera)    | C     | Sebastian Schindzielorz |
| 9  | Panama (bandiera)      | A     | Thomas Christiansen     |
| 10 | Turchia (bandiera)     | C     | Yıldıray Baştürk        |
| 11 | Sudafrica (bandiera)   | A     | Delron Buckley          |
| 12 | Germania (bandiera)    | C     | Thomas Stickroth        |
| 13 | Russia (bandiera)      | C     | Sergey Mandreko         |
| 14 | Croazia (bandiera)     | C     | Ante Čović              |
| 15 | Germania (bandiera)    | C     | Olaf Schreiber          |
| 16 | Germania (bandiera)    | D     | Hilko Ristau            |

| N. |                       | Ruolo | Calciatore         |
| -- | --------------------- | ----- | ------------------ |
| 17 | Polonia (bandiera)    | A     | Henryk Bałuszyński |
| 18 | Croazia (bandiera)    | A     | Marijo Marić       |
| 19 | Montenegro (bandiera) | A     | Zdravko Drinčić    |
| 20 | Croazia (bandiera)    | C     | Zoran Mamić        |
| 22 | Germania (bandiera)   | D     | Thomas Reis        |
| 23 | Germania (bandiera)   | D     | Mirko Dickhaut     |
| 24 | Germania (bandiera)   | D     | Michael Bemben     |
| 25 | Germania (bandiera)   | D     | Frank Fahrenhorst  |
| 26 | Germania (bandiera)   | C     | Mike Rietpietsch   |
| 28 | Germania (bandiera)   | P     | Christian Vander   |
| 30 | Germania (bandiera)   | C     | Paul Freier        |
| 31 | Germania (bandiera)   | A     | Sascha Siebert     |
| 32 | Germania (bandiera)   | P     | Klaus Schlapka     |
| 33 | Germania (bandiera)   | D     | Rouven Schröder    |
| 34 | Danimarca (bandiera)  | D     | Søren Colding      |

## Organigramma societario
Area tecnica
- Allenatore: Rolf Schafstall
- Allenatore in seconda: Frank Heinemann
- Preparatore dei portieri:
- Preparatori atletici:

## Calciomercato

### Sessione estiva
| Acquisti | Acquisti           | Acquisti         | Acquisti |
| R.       | Nome               | da               | Modalità |
| -------- | ------------------ | ---------------- | -------- |
| C        | Ante Čović         | Hertha Berlino   |          |
| C        | Zoran Mamić        | Bayer Leverkusen |          |
| C        | Sergey Mandreko    | Hertha Berlino   |          |
| D        | Martin Meichelbeck | Greuther Fürth   |          |
| D        | Damir Milinović    | Rijeka           |          |
| P        | Christian Vander   | Uerdingen 05     |          |

| Cessioni | Cessioni          | Cessioni       | Cessioni |
| R.       | Nome              | a              | Modalità |
| -------- | ----------------- | -------------- | -------- |
| D        | Sven Boy          | Greuther Fürth |          |
| C        | Giovanni Federico | Colonia II     |          |
| C        | Jan Majewski      | Verl           |          |
| A        | Jacek Ratajczak   | Babelsberg     |          |
| P        | Stefan Wächter    | Uerdingen 05   |          |

### Sessione invernale
| Acquisti | Acquisti      | Acquisti | Acquisti |
| R.       | Nome          | da       | Modalità |
| -------- | ------------- | -------- | -------- |
| D        | Søren Colding | Brøndby  |          |

| Cessioni | Cessioni     | Cessioni      | Cessioni |
| R.       | Nome         | a             | Modalità |
| -------- | ------------ | ------------- | -------- |
| P        | Thomas Ernst | Stoccarda     |          |
| A        | René Müller  | RW Oberhausen |          |
| A        | Achim Weber  | RW Oberhausen |          |

## Risultati

### Bundesliga

#### Girone di andata
| Arbitro: | Fleischer |

|  |           |             |
|  | Marcatori | 63’ Buckley |

| Arbitro: | Berg |

|  |           |                           |
|  | Marcatori | 17’, 22’ Jancker 19’ Cruz |

| Arbitro: | Strampe |

|                                        |           |  |
| Preetz 20’, 60’ Alves 35’ Hartmann 43’ | Marcatori |  |

| Arbitro: | Keßler |

|  |           |                                            |
|  | Marcatori | 24’ Kovač 33’ Mahdavikia 55’, 59’ Barbarez |

| Arbitro: | Fröhlich |

|                                  |           |            |
| Marić 18’ (rig.) Fahrenhorst 48’ | Marcatori | 82’ Rische |

| Arbitro: | Stark |

|            |           |             |
| Dundee 90’ | Marcatori | 11’ Peschel |

| Arbitro: | Kemmling |

|                            |           |  |
| Marić 50’, 88’ Peschel 69’ | Marcatori |  |

| Arbitro: | Weiner |

|                    |           |  |
| Timm 82’ Kurth 86’ | Marcatori |  |

| Arbitro: | Gagelmann |

|           |           |                           |
| Weber 56’ | Marcatori | 67’ Arvidsson 76’ Kovacec |

| Arbitro: | Albrecht |

|                          |           |  |
| Mičevski 29’ Miriuță 43’ | Marcatori |  |

| Arbitro: | Merk |

|             |           |              |
| Drinčić 62’ | Marcatori | 53’ Agostino |

| Arbitro: | Fleischer |

|                        |           |  |
| Ailton 46’ Pizarro 81’ | Marcatori |  |

| Arbitro: | Aust |

|             |           |              |
| Drinčić 75’ | Marcatori | 87’ Heinrich |

| Arbitro: | Kemmling |

|                     |           |           |
| Mulder 37’ Sand 64’ | Marcatori | 48’ Marić |

| Arbitro: | Heynemann |

|                             |           |                   |
| Drinčić 15’ Fahrenhorst 36’ | Marcatori | 48’ Reichenberger |

| Arbitro: | Keßler |

|                                                                    |           |  |
| Diarra 21’ Sellimi 48’ Iashvili 51’ Baya 66’ Sundermann 75’ (aut.) | Marcatori |  |

| Arbitro: | Meyer |

|                                   |           |                          |
| Marić 40’, 52’ (rig.), 74’ (rig.) | Marcatori | 67’ Kirsten 76’ Neuville |

#### Girone di ritorno
| Arbitro: | Wack |

|  |           |           |
|  | Marcatori | 37’ Klose |

| Arbitro: | Steinborn |

|                              |           |                  |
| Effenberg 21’, 89’ Élber 53’ | Marcatori | 41’, 59’ Baştürk |

| Arbitro: | Sippel |

|             |           |                              |
| Peschel 62’ | Marcatori | 32’ Preetz 66’, 90’ Michalke |

| Arbitro: | Strampe |

|                                         |           |  |
| Yeboah 16’ Butt 34’ (rig.) Barbarez 38’ | Marcatori |  |

| Wolfsburg 17 febbraio 2001, ore 15:30 CET 22ª giornata | Wolfsburg | 0 – 0 referto | Bochum | VfL-Stadion am Elsterweg (12 318 spett.)\| Arbitro: \| Berg \| |
| Arbitro:                                               | Berg      |               |        |                                                                |

| Bochum 25 febbraio 2001, ore 17:30 CET 23ª giornata | Bochum | 0 – 0 referto | Stoccarda | Ruhrstadion (18 823 spett.)\| Arbitro: \| Fandel \| |
| Arbitro:                                            | Fandel |               |           |                                                     |

| Arbitro: | Meyer |

|                               |           |                  |
| Straube 37’ Breitenreiter 84’ | Marcatori | 27’ Christiansen |

| Arbitro: | Fröhlich |

|                               |           |                                        |
| Buckley 23’ Schindzielorz 31’ | Marcatori | 38’ Arveladze 61’ Kreuz 80’ Pivaljević |

| Arbitro: | Keßler |

|                |           |  |
| Agali 71’, 80’ | Marcatori |  |

| Arbitro: | Wack |

|          |           |  |
| Reis 75’ | Marcatori |  |

| Arbitro: | Heynemann |

|                                   |           |                                             |
| Schröder 56’ (aut.) Borimirov 86’ | Marcatori | 37’, 49’ Baştürk 59’ Reis 88’ Schindzielorz |

| Arbitro: | Kemmling |

|          |           |                         |
| Reis 62’ | Marcatori | 38’ Pizarro 74’ Verlaat |

| Arbitro: | Fleischer |

|                                                          |           |  |
| Ricken 18’ Heinrich 29’ Reina 66’, 68’ Stević 89’ (rig.) | Marcatori |  |

| Arbitro: | Berg |

|            |           |            |
| Freier 21’ | Marcatori | 70’ Mpenza |

| Arbitro: | Merk |

|                               |           |  |
| Branco 53’ Yang 82’ Preuß 84’ | Marcatori |  |

| Arbitro: | Sippel |

|                  |           |                            |
| Marić 54’ (rig.) | Marcatori | 33’ Tanko 47’, 90’ Sellimi |

| Arbitro: | Weiner |

|              |           |  |
| Neuville 21’ | Marcatori |  |

### Coppa di Germania
| Arbitro: | Meyer |

|             |           |                                                         |
| Küntzel 47’ | Marcatori | 13’ Peschel 26’ Buckley 41’ Baştürk 63’, 85’, 87’ Weber |

| Arbitro: | Wagner |

|  |           |                                                    |
|  | Marcatori | 4’ Marić 59’ Schindzielorz 61’ Baştürk 77’ Peschel |

| Arbitro: | Weiner |

|  |           |                                                          |
|  | Marcatori | 32’ Buckley 69’ Baştürk 75’, 89’ Rietpietsch 81’ Drinčić |

| Arbitro: | Merk |

|              |           |  |
| Ernemann 90’ | Marcatori |  |

## Statistiche

### Statistiche di squadra
| Competizione      | Punti | In casa | In casa | In casa | In casa | In casa | In casa | In trasferta | In trasferta | In trasferta | In trasferta | In trasferta | In trasferta | Totale | Totale | Totale | Totale | Totale | Totale | DR  |
| Competizione      | Punti | G       | V       | N       | P       | Gf      | Gs      | G            | V            | N            | P            | Gf           | Gs           | G      | V      | N      | P      | Gf     | Gs     | DR  |
| ----------------- | ----- | ------- | ------- | ------- | ------- | ------- | ------- | ------------ | ------------ | ------------ | ------------ | ------------ | ------------ | ------ | ------ | ------ | ------ | ------ | ------ | --- |
| Bundesliga        | 27    | 17      | 5       | 4       | 8       | 20      | 28      | 17           | 2            | 2            | 13           | 10           | 39           | 34     | 7      | 6      | 21     | 30     | 67     | -37 |
| Coppa di Germania | -     | 0       | 0       | 0       | 0       | 0       | 0       | 4            | 3            | 0            | 1            | 15           | 2            | 4      | 3      | 0      | 1      | 15     | 2      | +13 |
| Totale            | 27    | 17      | 5       | 4       | 8       | 20      | 28      | 21           | 5            | 2            | 14           | 25           | 41           | 38     | 10     | 6      | 22     | 45     | 69     | -24 |

### Andamento in campionato
| Giornata  | 1 | 2  | 3  | 4  | 5  | 6  | 7 | 8  | 9  | 10 | 11 | 12 | 13 | 14 | 15 | 16 | 17 | 18 | 19 | 20 | 21 | 22 | 23 | 24 | 25 | 26 | 27 | 28 | 29 | 30 | 31 | 32 | 33 | 34 |
| --------- | - | -- | -- | -- | -- | -- | - | -- | -- | -- | -- | -- | -- | -- | -- | -- | -- | -- | -- | -- | -- | -- | -- | -- | -- | -- | -- | -- | -- | -- | -- | -- | -- | -- |
| Luogo     | T | C  | T  | C  | C  | T  | C | T  | C  | T  | C  | T  | C  | T  | C  | T  | C  | C  | T  | C  | T  | T  | C  | T  | C  | T  | C  | T  | C  | T  | C  | T  | C  | T  |
| Risultato | V | P  | P  | P  | V  | N  | V | P  | P  | P  | N  | P  | N  | P  | V  | P  | V  | P  | P  | P  | P  | N  | N  | P  | P  | P  | V  | V  | P  | P  | N  | P  | P  | P  |
| Posizione | 7 | 13 | 15 | 16 | 13 | 14 | 9 | 11 | 14 | 17 | 16 | 18 | 18 | 18 | 17 | 17 | 16 | 18 | 18 | 18 | 18 | 18 | 18 | 18 | 18 | 18 | 18 | 18 | 18 | 18 | 18 | 18 | 18 | 18 |

Legenda:

Luogo: C = Casa; T = Trasferta. Risultato: V = Vittoria; N = Pareggio; P = Sconfitta.

### Statistiche dei giocatori
| Giocatore         | Bundesliga | Bundesliga | Bundesliga  | Bundesliga | Coppa di Germania | Coppa di Germania | Coppa di Germania | Coppa di Germania | Totale   | Totale | Totale      | Totale     |
| Giocatore         | Presenze   | Reti       | Ammonizioni | Espulsioni | Presenze          | Reti              | Ammonizioni       | Espulsioni        | Presenze | Reti   | Ammonizioni | Espulsioni |
| ----------------- | ---------- | ---------- | ----------- | ---------- | ----------------- | ----------------- | ----------------- | ----------------- | -------- | ------ | ----------- | ---------- |
| H. Bałuszyński    | 11         | 0          | 0           | 0          | 1                 | 0                 | 0                 | 0                 | 12       | 0      | 0           | 0          |
| Y. Baştürk        | 29         | 4          | 6           | 2          | 3                 | 3                 | 0                 | 0                 | 32       | 7      | 6           | 2          |
| M. Bemben         | 17         | 0          | 3           | 0          | 3                 | 0                 | 1                 | 0                 | 20       | 0      | 4           | 0          |
| D. Buckley        | 19         | 2          | 4           | 0          | 3                 | 2                 | 0                 | 0                 | 22       | 4      | 4           | 0          |
| T. Christiansen   | 12         | 1          | 1           | 1          | 0                 | 0                 | 0                 | 0                 | 12       | 1      | 1           | 1          |
| S. Colding        | 16         | 0          | 3           | 0          | 0                 | 0                 | 0                 | 0                 | 16       | 0      | 3           | 0          |
| M. Dickhaut       | 20         | 0          | 5           | 0          | 2                 | 0                 | 0                 | 0                 | 22       | 0      | 5           | 0          |
| Z. Drinčić        | 16         | 3          | 1           | 2          | 3                 | 1                 | 0                 | 0                 | 19       | 4      | 1           | 2          |
| T. Ernst          | 1          | 0          | 0           | 0          | 0                 | 0                 | 0                 | 0                 | 1        | 0      | 0           | 0          |
| F. Fahrenhorst    | 18         | 2          | 3           | 1          | 2                 | 0                 | 0                 | 0                 | 20       | 2      | 3           | 1          |
| P. Freier         | 22         | 1          | 2           | 0          | 3                 | 0                 | 1                 | 0                 | 25       | 1      | 3           | 0          |
| M. Lust           | 3          | 0          | 0           | 0          | 0                 | 0                 | 0                 | 0                 | 3        | 0      | 0           | 0          |
| Z. Mamić          | 22         | 0          | 0           | 0          | 3                 | 0                 | 0                 | 0                 | 25       | 0      | 0           | 0          |
| S. Mandreko       | 23         | 0          | 5           | 1          | 3                 | 0                 | 0                 | 0                 | 26       | 0      | 5           | 1          |
| M. Marić          | 26         | 8          | 4           | 0          | 2                 | 1                 | 0                 | 0                 | 28       | 9      | 4           | 0          |
| M. Meichelbeck    | 19         | 0          | 2           | 0          | 4                 | 0                 | 0                 | 0                 | 23       | 0      | 2           | 0          |
| D. Milinović      | 20         | 0          | 4           | 1          | 2                 | 0                 | 0                 | 0                 | 22       | 0      | 4           | 1          |
| R. Müller         | 1          | 0          | 0           | 0          | 0                 | 0                 | 0                 | 0                 | 1        | 0      | 0           | 0          |
| P. Peschel        | 20         | 3          | 2           | 1          | 2                 | 2                 | 0                 | 0                 | 22       | 5      | 2           | 1          |
| T. Reis           | 12         | 3          | 3           | 0          | 0                 | 0                 | 0                 | 0                 | 12       | 3      | 3           | 0          |
| M. Rietpietsch    | 5          | 0          | 1           | 0          | 2                 | 2                 | 0                 | 0                 | 7        | 2      | 1           | 0          |
| H. Ristau         | 13         | 0          | 1           | 0          | 3                 | 0                 | 1                 | 0                 | 16       | 0      | 2           | 0          |
| S. Schindzielorz  | 30         | 2          | 4           | 0          | 3                 | 1                 | 0                 | 0                 | 33       | 3      | 4           | 0          |
| K. Schlapka       | 0          | 0          | 0           | 0          | 0                 | 0                 | 0                 | 0                 | 0        | 0      | 0           | 0          |
| O. Schreiber      | 7          | 0          | 1           | 0          | 0                 | 0                 | 0                 | 0                 | 7        | 0      | 1           | 0          |
| R. Schröder       | 8          | 0          | 4           | 0          | 0                 | 0                 | 0                 | 0                 | 8        | 0      | 4           | 0          |
| S. Siebert        | 1          | 0          | 0           | 0          | 0                 | 0                 | 0                 | 0                 | 1        | 0      | 0           | 0          |
| T. Stickroth      | 10         | 0          | 0           | 0          | 2                 | 0                 | 0                 | 0                 | 12       | 0      | 0           | 0          |
| A. Sundermann     | 12         | 0          | 2           | 0          | 3                 | 0                 | 0                 | 0                 | 15       | 0      | 2           | 0          |
| S. Toplak         | 10         | 0          | 1           | 0          | 0                 | 0                 | 0                 | 0                 | 10       | 0      | 1           | 0          |
| C. Vander         | 2          | 0          | 0           | 0          | 0                 | 0                 | 0                 | 0                 | 2        | 0      | 0           | 0          |
| A. Weber          | 9          | 1          | 3           | 0          | 1                 | 3                 | 0                 | 0                 | 10       | 4      | 3           | 0          |
| R. van Duijnhoven | 33         | 0          | 3           | 1          | 4                 | 0                 | 1                 | 0                 | 37       | 0      | 4           | 1          |
| A. Čović          | 5          | 0          | 1           | 0          | 0                 | 0                 | 0                 | 0                 | 5        | 0      | 1           | 0          |